# عقب‌نشینی نظامی

عقب‌نشینی ناپلئون از مسکو

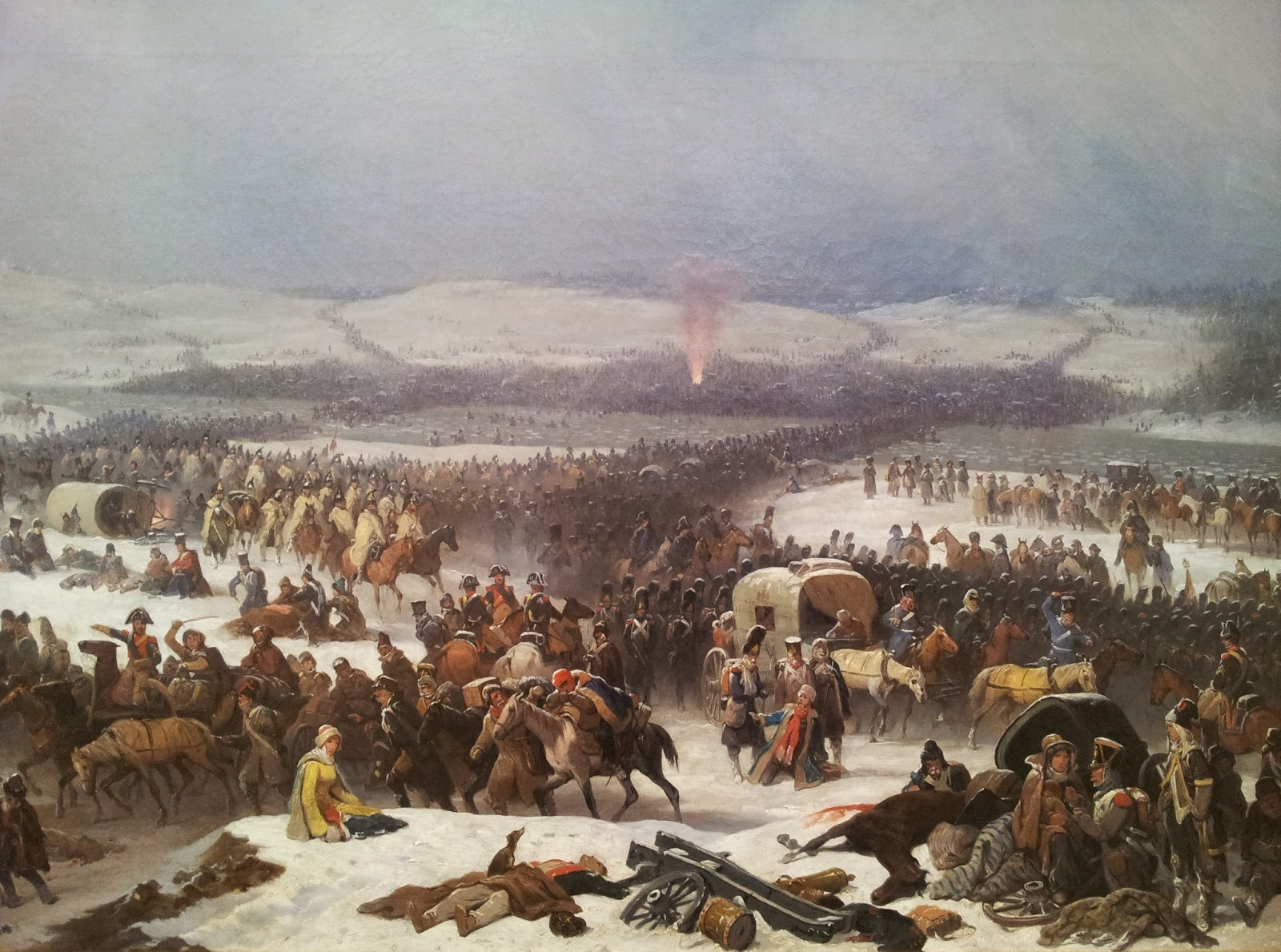
ارتش ناپلئون در عقب‌نشینی از روسیه در رودخانه برزینا

عقب‌نشینی تاکتیکی نوعی عملیات نظامی است، که به‌طور کلی به این معنی است که نیروهای در حال عقب‌نشینی در عین حفظ تماس با دشمن، عقب‌نشینی می‌کنند. عقب‌نشینی ممکن است به‌عنوان بخشی از یک عقب‌نشینی عمومی انجام شود یا برای تثبیت نیروها، استقرار در منطقه‌ای که راحت‌تر از آن دفاع می‌شود یا هدایت دشمن به کمین انجام گیرد. این عملیات نسبتاً مخاطره‌آمیز در نظر گرفته می‌شود و به نظم و انضباط نیاز دارد تا از تبدیل شدن به یک عملیات آشفته یا حداقل آسیب جدی به روحیه ارتش جلوگیری شود.
در جنگ، هدف دراز مدت، شکست دشمن است. یک روش تاکتیکی مؤثر، تضعیف روحیهٔ دشمن با شکست دادن ارتش آن‌ها و بیرون راندن آن‌ها از میدان جنگ است. هنگامی‌که یک نیرو به‌هم ریخته و توانایی خود را برای جنگیدن از دست می‌دهد، پیروزها می‌توانند باقی‌مانده‌ها را تعقیب کنند و تلاش کنند تا بیشترین تلفات را ایجاد کنند یا تا حد امکان اسیر بگیرند.

## عقب‌نشینی ساختگی
عمل تظاهر به عقب‌نشینی یا شکست به منظور فریب دادن و کشاندن دشمن به دور از موقعیت دفاع شده یا در یک کمین آماده، یک تاکتیک قدیمی است و در طول تاریخ جنگ مورد استفاده قرار گرفته‌است.
سه نمونهٔ معروف عبارت‌اند از:
- ویلیام فاتح در طول نبرد هیستینگز از عقب‌نشینی ساختگی استفاده کرد.[۱]
- مغول‌های قرون وسطی به‌دلیل استفادهٔ گسترده از عقب‌نشینی‌های ساختگی در طول فتوحات خود شهرت داشتند، زیرا سواره‌نظام سریع و سبک آن‌ها تعقیب موفقیت‌آمیز دشمن را تقریباً غیرممکن می‌کرد. در گرما و شلوغی جنگ، لشکر مغول وانمود می‌کرد که شکست خورده، خسته و گیج شده‌است و ناگهان از میدان جنگ عقب‌نشینی می‌کرد. نیروهای مخالف که فکر می‌کردند مغول‌ها را شکست داده‌اند، به تعقیب آن‌ها می‌پرداختند. سواره‌نظام مغول در حین عقب‌نشینی، به تعقیب‌کنندگان، تیراندازی می‌کردند. (به تیراندازی پارتی[۲] مراجعه شود).
- در اوایل نبرد گذرگاه القصرین در سال ۱۹۴۳، تانک‌های لشکر یک زرهی ایالات متحده رویدادی را دنبال کردند که به‌نظر می‌رسید یک عقب‌نشینی سرسختانه توسط عناصر لشکر ۲۱ پانزر آلمان‌ها است. سپس نیروهای آمریکایی در حال پیشروی، با دیواری از اسلحه‌های ضدتانک آلمانی برخورد کردند. نیروهای آلمانی، آتش گشودند و تقریباً تمام تانک‌های آمریکایی را نابود کردند.